# Pretnarjeva nagrada
Pretnarjevo nagrado  oz. častni naslov "ambasador slovenske književnosti in jezika" podeljujejo na Mednarodnem Lirikonfestu Velenje od leta 2004 (zaslužnim razširjevalcem slovenske književnosti in jezika po svetu, ki si v duhu dr. Toneta Pretnarja (1945–1992) pomembno, zaslužno in svetovljansko prizadevajo za seznanjanje s sodobno slovensko literaturo, slovenskim jezikom in slovenskimi književniki, oziroma za njihovo mednarodno uveljavljanje in povezovanje. Častna nagrada je izkazana s festivalno listino in umetniškim bronastim kipom (stvaritvijo akad. kiparja Jurija Smoleta).
Ustanova Velenjska knjižna fundacija in književna asociacija Velenika sta partnerska organizatorja nagrade oz. podelitve častnega ambasadorskega naslova v programu Mednarodnega Lirikonfesta.
Presoja oz. kriterij izbora nagrajencev zajema vsa področja in zvrsti književnega oz. književniškega delovanja, ustvarjanja, mednarodnega povezovanja in uveljavljanja slovenske literature in jezika.  
Mestna občina Velenje je večletni glavni pokrovitelj nagrade/častnega naslova. Nagrado v programu Lirikonfesta sofinancira Javna agencija za knjigo Republike Slovenije.  

## Nagrajenci
- Ludwig Hartinger (Avstrija, 2004)
- František Benhart (1924–2006); (Češka, 2005)
- Gančo Savov (Bolgarija, 2006)
- zakonca Božena in Emil Tokarz (Poljska, 2007)
- Kari Klemelä (Finska, 2008)
- Matjaž Kmecl in Andrej Rozman  (Slovenija, 2009)
- Nadežda Starikova (Rusija, 2010)
- Peter Scherber (Nemčija, 2011)
- Evgen Bavčar (Slovenija/Francija) in Orsolya Gallos (Madžarska, 2012)
- Nikollë Berishaj (Albanija, 2013)
- Zdravko Kecman (Bosna in Hercegovina/Republika Srbska, 2014)
- Karol Chmel (Slovaška, 2015)
- Zvonko Kovač (Hrvaška, 2016)
- Joanna Pomorska (Poljska, 2017)
- Peter Kuhar in Lenka Kuhar Daňhelová (Češka/Slovenija, 2018)
- Metka Lokar (Slovenija/Kitajska, 2019)
- Miran Hladnik (Slovenija, 2020)
- Aleš Šteger (Slovenija, 2021)
- Matthias Göritz (Nemčija, 2022)
- Kozma Ahačič (Slovenija, 2023)
- Miran Košuta (Slovenija, 2024)